# Georgina Frere
Georgina Frere (Buenos Aires, 7 de mayo de 1964 ) es una soprano lírica y actriz argentina. Ha encarnado varios personajes principales femeninos en las obras musicales de Pepe Cibrián y Ángel Mahler. En 2001 interpretó a Scherezade en la obra Las mil y una noches, el musical en el estadio Luna Park, personaje que volvió a interpretar en el reestreno del año 2010 en el teatro El Nacional. En el 2003 protagonizó Drácula, el musical en el personaje de Lucy, en el teatro Ópera, (ya habiendo participado en la misma obra en el año 1991 en el estadio Luna Park y en la grabación del CD en el estudio La Isla). En el año 2009 interpreta a Desdémona en Otelo. Como actriz también participó en obras como La nona (2001) de Roberto Cossa en el papel de Martita, la prostituta, en Begonia (2006) en el teatro "La plaza" donde también cubrió el rol de productora, y en La vuelta al mundo en ochenta días (2008). En el año 2004  ganó el premio Clarín  a artista revelación.

## Teatro
- La novicia rebelde. Teatro Ópera Citi. Personaje: Hermana Margarita. Marzo de 2011 - actualmente

- Las mil y una noches, el musical. Teatro El Nacional. Personaje: Elena/Scherezade (protagónico) - Enero a marzo de 2010 y gira nacional.

- Otelo. Teatro El Nacional. Personaje: Desdémona (protagónico) - Enero a noviembre de 2009 y gira nacional

- La vuelta al mundo en ochenta días. Teatro Ópera - 2008

- Begoña - Unipersonal, Paseo La Plaza -The Cavern Club- (2006)

- Rita la salvaje. Teatro Maipo (2005)

- Amor sin barreras. Teatro Maipo (noviembre de 2004) Personaje protagónico: María.

- Los amados. Club del Vino.

- Drácula, el musical (2003). Teatro Ópera. Personaje protagónico: Lucy A partir del 9 de enero de 2003.

- La nona- Teatro musical. Personaje: Martita. Teatro Presidente Alvear. Dirección: C. Hochman. Julio de 2001. Midon-Rovner-Acher.

- Las mil y una noches, el musical. Protagónico: Elena/Scherezade, Luna Park. Dirección: Pepe Cibrián. Música: Ángel Mahler. Enero a marzo de 2001.

- Tangou Musical. Cantante solista. Teatro Astros y giras por el interior del país. Año 2000. Dirección: Aníbal Pachano.

- Nine. Musical. Producción de Londres, del Dommar Warehouse Theatre en el Metropolitan 2. 5 premios ACE. Personaje: Lina Darling. Dirección: David Leveaux. Año 1998.

- Jesus Christ Superstar. Musical. Personaje coprotagónico: Annas. Teatro Lorange. Año 1993.

## Televisión
Como entrenador vocal del programa Latin American Idol. Canal Sony, 2006